# Мечети Средней Азии
Мечети Средней Азии (Среднеазиатские мечети) — мусульманское молитвенные (богослужебные) архитектурные сооружения появившиеся в Средней Азии с VIII века.
Первые мечети возникли в городах Средней Азии не только как очаг новой религии, но и как материальное воплощение военного завоевания, новой политической — и поначалу чужеземной — власти. Торжество ислама было здесь прямым следствием арабского вторжения, в этом было существенное отличие ислама от буддизма и христианства, которые тоже были «импортными» религиями, но проникли в Среднюю Азию мирно и постепенно и не претендовали здесь на роль государственной религии. Нет никаких признаков того, что до арабского завоевания в Средней Азии существовали мусульманские общины и мечети. Понадобилось известное время чтобы масса населения Средней Азии ощутила ислам своей естественной духовной основой, а мечети — духовными и общественными центрами. С этого времени архитектура мечетей, вначале повторявшая арабские образцы, обращается к собственному художественному наследию и становится всё более самостоятельной.
Древнейшие среднеазиатские мечети не сохранились, но можно не сомневаться, что они строились арабами или местными строителями по несложному арабскому образцу, конечно, если под мечети не приспосабливались храмы иных религий. Этот образец предусматривал глухое прямоугольное ограждение и ряд столбов, поддерживающих деревянную кровлю изнутри стен. Среднее открытое пространство использовалось как двор для омовений; стена обращённая к Мекке, отмечалась одной или несколькими молитвенными нишами — михрабами. Михраб, своим устройством и декором похожий на христианский алтарь, тем не менее святостью алтаря не обладает и лишь указывает, в какую сторону должны обращаться молящиеся.
Как и церкви в христианских странах, средневековые мечети совмещают в себе довольно разнообразные функции. Они остаются общественными клубами, где собираются жители селения, квартала или всего города для обсуждения насущных проблем; в мечетях назначают деловые и дружеские свидания. Даже после появления медресе большие мечети оставались местом преподавания, в них устраивались или стихийно возникали философские, литературные и юридические диспуты. До IX века в некоторых мечетях проходили судебные разбирательства. Официальной же и главной функцией мечетей были регулярные богослужения, которые сопровождались проповедями, а в некоторых случаях — провозглашением «хутбы» — благословения и здравицы в адрес правителя.
С точки зрения функций и, соответственно, типологически среднеазиатские мечети распадаются на несколько локальных групп.
Важнейшая деталь мечети — михраб всегда концентрирует максимум архитектурного декора. Классической формой михраба становится ниша, увенчанная арочкой или полукуполом и флакированная парой декоративных колонок. Михрабная ниша часто представляет углубление более широкой внешней ниши, и вся композиция очерчивается рамой каллиграфического письма — обычно текста из Корана. Композиция среднеазиатских михрабов нередко строилась перспективно, объединяя последовательно две или даже три ниши.
Минареты ставились при мечети не всегда. Самые ранние минареты сохранились лишь кое-где в руинах. Круглые в сечении, они, как и мечети, дополнялись деревянными частями. Так, Наршахи сообщает о минарете с деревянным верхом при соборной мечети, построенной в 918—919 годах.
Строительство мечети было и гарантией посмертного блаженства — об этом в XV веке, со ссылкой на известный хадис, напомнил летописец походов Тимура Гиясаддин Али: «Кто построит мечеть для Аллаха, хотя бы как гнездо птицы ката, для того создаёт Аллах дом в джаннате». Этот хадис воспринимается и изображается в том смысле, что всякий, кто построит в этом мире дом молитвы, Всевышний Господь сделает для него в вышнем раю дом.

## История
С утверждением ислама в качестве государственной религией основным типом культового здания становится мечеть. Мечети Средней Азии VIII века известны лишь по письменным источникам. Первой из них была, очевидно, соборная мечеть Бени Махан, построенная в центре Мерва сразу после захвата города войсками Арабского халифата. Когда она стала тесна для молящихся, построили более просторную у городских ворот, потом ещё одну на канале Маджан.
Первая мечеть Мавераннахра была построена арабами в Бухаре. Она была сооружена в 713 году в бухарском арке (кухендизе) на месте «языческого» храма. Одновременно или немного позже была основана мечеть — «намазгах» для массовых богослужений в дни главных исламских праздников Курбан и Рамазан. Главная, пятничная мечеть (джума-мечеть) возникла в 795 году в тесном пространстве между арком и шахристаном.
Арабы опирались в управлении страной на местную знать, и вошедшие в состав Арабского халифата среднеазиатские земли получили автономию. Стремились к самостоятельности выходцы из Гератской области Тахириды, правившие с 821 года Северным Хорасаном и Мавераннахром (так называли арабы среднеазиатское Двуречье). Особенно выделился род Саманидов, члены которого состояли наместниками Самарканда, Шаша, Ферганы и Уструшаны. Со временем в руках этого рода оказалась Бухара, где в 888 году Исмаил Самани основал самостоятельную династию, объединив в своём государстве не только Мавераннахр, но также Хорезм, Хорасан и Восточный Иран.

### Эпоха Саманидов
Ислам как религиозное учение, мировоззрение и образ жизни победил в Средней Азии в эпоху Саманидов. Мечети строились повсюду, а большие пятничные мечети, бывшие прежде официальным признаком города как центра администрации, то есть власти, теперь возводились и в больших селениях, статуса города не имевших. Словом, мечети в их многочисленных разновидностях стали повсеместной и важной деталью архитектурного ландшафта Средней Азии.
По формам и размерам мечети распадаются на несколько типов. Соборные мечети для отправления пятничной молитвы заняли место рядом с базаром; внегородской черты отводилась обширная площадь — намазгах для годовых праздников Курбан и Рамазан; в каждом квартале ставились малые приходские мечети. В стене мечети молитвенная ниша — михраб определяла направление на Мекку, рядом помещалась кафедра — минбар. Призыв на молитву возглашался с минарета.
Мечети имели в большинстве балочную кровлю на деревянных колоннах. Такова была сгоревшая при пожаре 937 года мечеть Бухары. Руины мечети в Данденакане и открытые расчисткой фрагменты первоначального здания Магоки-Аттари в Бухаре показывают борьбу местных традиций и иноземного опыта.
Из зеравшанского селения Искадар (Таджикистан) происходит единственный сохранившийся от раннего средневековья деревянный михраб Средней Азии. Это образец столярной работы, собранный в шпунт, без гвоздей и клея из многих, порой очень мелких, покрытых резьбой частей. Хронологически этот шедевр искусства стоит на грани X и XI столетий. Из селения Ашт (Таджикистан) происходит уникальный михраб с резным по глине орнаментом. К X веку относится часть большого комплекса резного дерева, а именно — четыре колонны и капители Джума-мечети в Хиве.

### Эпоха Караханидов
Караханиды понимали и ценили значение городской культуры и в известной мере ею пользовались. Так, караханид Арслан-хан (1102—1130) даже прославился как строитель многих зданий. Он способствовал украшению Бухары. По его приказу были возведены две мечети, построена большая соборная мечеть, а рядом с ней вознесся над крышами величавый Минарет Калян.
В XI—XII веках функционировала перестроенная в XI веке и заново отделанная резным стуком дворовая мечеть Данденакана. Дворовый тип более отвечал потребностям большого пятничного богослужения. Мечети меньшего объёма ставились с куполами на четырёх столбах. К этому типу относится мечеть Деггарон в селении Хазара начала XI века.
От бухарской мечети Намазгаха XII века, ремонтированной и дополненной в XVI веке, осталась лишь стена с михрабами.
Шестистолпная бухарская мечеть Магоки-Аттари (XII в.) интересна необычайно богатым, пластичным, подчеркнуто праздничным решением портала.
Близ мечетей — не всех, но более значительных, — ставились минареты. До сих пор стоят многие минареты XI—XII столетий, но из них уцелели полностью лишь два — в Бухаре минарет Калян (1127 г.) и Вабкенте вабкентский минарет (1196—1197 гг.). У остальных верхушка сброшена подземными толчками, поэтому высота этих сооружений не установлена. А была она значительна.
Михраб (XI в.) мечети Данденакана аналогичен дворовым михрабам Марокко. Некоторые из колонн Джума-мечети в Хиве датируются XII веком. Из семнадцати колонн — три украшены резьбой на всю высоту, остальные — до половины.
- Мечеть Деггарон
- Мечеть Намазгох в Бухаре
- Мечеть Магоки-Аттари

### Хорезм в XIV веке
Расцвет Хорезма и особенно столичного Ургенча в XIV веке был обусловлен исключительно выгодным местоположением на главном в ту пору торговом пути, соединявшем Восточную Европу со странами Азии. В правление Кутлуг-Тимура это был, по словам Ибн Баттуты, «самый большой из турецких городов, самый значительный и красивый, у него красивые базары и широкие улицы, и многочисленные постройки». Среди монументальных сооружений особенно выделялась джума-мечеть Тюрабек-Ханым, жены Кутлуг-Тимура. Зданию джума-мечети принадлежал доныне возвышающийся минарет Кутлуг-Тимура.

### Эпохи Тимура и Тимуридов
В эпоху Тимура и Тимуридов, в черте больших и малых населённых пунктов главная идейно-организующая роль принадлежала, как и раньше, мечетям, будь то огромная общегородская джума-мечеть для еженедельных богослужений или небольшая квартальная (гузарная) мечеть внутри городского микрорайона (махалля), уютная сельская мечеть или обширная загородная мечеть (намазга) для молений во время двух главных годовых праздников мусульман — Курбан и Рамазан. Созданию мечетей придавалось большое значение, и потому к строительству их привлекались лучшие мастера.
Самой грандиозной, не знавшей себе равных на всём Востоке, была соборная мечеть Биби-Ханым. На основе предварительного конкурса был отобран наилучший проект, а к работам были привлечены самые выдающиеся из собранных в Самарканде мастеров — иранские, сирийские, индийские и собственные — среднеазиатские.
Известно, что в центре Самарканда, у площади Регистан, при Улугбеке была воздвигнута мечеть Мукатта — небольшая, изящная, сплошь изукрашенная резными столярными наборами с орнаментами типа «ислими» и «хитои». Мечети на лёгких деревянных колоннах можно увидеть на тимуридских миниатюрах. Небольшая поминальная мечеть находится возле мавзолея Туман-ака в Шахи-Зинде.
Включение мечетей в ансамбль уже сложившихся зданий предопределяло своеобразие их композиционных решений при сохранении, однако, традиционных архитектурных форм — порталов, стрельчатых арок в прямоугольных обрамлениях, куполов, приподнятых на барабанах. Так, мечеть Кок-Гумбаз в Шахрисабзе, вошедшая в комплекс медресе и усыпальницы, имеет монументальное центральное однокупольное здание с портальным входом и два крыла открытых во двор галерей, многочисленные купола которых покоились на арках и кирпичных столбах.
Почти без утрат дошёл до наших дней мавзолей-мечеть в городе Туркестане (Казахстан), сооружённый по распоряжению Тимура над могилой Ходжа Ахмеда Ясави.
Мечеть Анау (Туркмения) была возведена в память некоего шейха Джемал ад-Дина его сыном Мухаммедом. В ней приковывало внимание мозаичное выполнение тимпанов главного портала: крупные изображения огненно-жёлтых драконов на фоне стилизованного древа, усеянного спиралевидными завитками жёлтыми листами и белыми цветочками. Необычны были здесь сказочные драконы, введение которых в украшение культового мусульманского здания полностью противоречило запретам ислама.
- Мавзолей-мечеть Ходжи Ахмеда Ясави
- Мечеть Биби-Ханым

### Эпоха Шейбанидов
В эпоху Шейбанидов, в гуще массивов жилой архитектуры создавался тип «гузарной» мечети, обслуживавшей религиозную общину квартала. Он несёт в себе мудрой простоты, присущей народному жилищу. Это, как правило, каркасные (реже — кирпичные) постройки с плоскими балочными перекрытиями и колонными айванами с одной, двух, трёх или четырёх сторон. Превосходный образец этого типа — мечеть Балянд в Бухаре.
Разновидность этого типа здания — двухзальная мечеть в Катта-Лянгаре, с уникальным, полностью сохранившимся мозаичным убранством интерьера.
Для больших городов характерен тип парадной джума-мечети, определявшийся ещё в XIV—XV веках. Это замкнутый прямоугольный комплекс с крытой галереей по периметру просторного двора, с развитым входным пештаком, купольным зданием на конце продольной оси и малыми портально-купольными объёмами на поперечной оси, в теле галереи. Такова бухарская мечеть Калян, несколько уступающая по размерам самаркандской мечети Биби-Ханым. Созданное на рубеже двух эпох в зодчестве Средней Азии, мечеть Калян несёт в себе традиционные и новаторские черты. Упрощённым вариантом типа джума-мечети была мечеть Кок-Гумбаз в Истаравшане.
Архитектура джума-мечетей послужила основой для композиции загородных мечетей — намазгох, трактуемых обычно как фронтально развёрнутое сооружение, свободно стоящее на открытом участке. Его центральный портал флакирован одно- или двухрядной галереей в один, два или три пролёта. Известно немало памятников этого типа, сооружённых вблизи больших городов (Бухара, Карши, Мерв, Касби и другие).
- Мечеть и минареть Калян
- Мечеть Балянд

### Эпоха узбекских ханств (XVIII — первая половина XIX века)
В первой половине XVIII века Средняя Азия пережила тяжёлый политический и экономический кризис. Одна из существенных причин хозяйственного упадка — отмирание древних караванных путей. Пагубно сказывались постоянные нашествия кочевых племён и междоусобные войны и т. д. Монументальное строительство количественно и по масштабам сократилось в этот период так резко, что все сколько-нибудь значительные сооружения мечетей XVIII века можно перечислить без труда. Мечети возводятся преимущественно из сырца, с балочными кровлями. Технические достижения прошлых столетий — такие, как пересекающиеся арки и сетчатые паруса, были почти забыты.
На главной поперечной улице Ичан-Калы — внутреннего средневекового ядра Хивы — стоит построенная в конце XVIII века большая джума-мечеть города. Тип крытой мечети вполне отвечает характеру местного строительства, выработавшего в условиях знойного лета варианты жилых построек с крытым двором. Вместе с тем подобная форма гипостильного зала уникальна для Средней Азии и возрождает черты очень старого типа.
Мечеть представляет собой своеобразный музей резного дерева: среди её колонн, в основном гладких, были и собранные из других старых зданий 25 резных, относящихся к X, XII, XIV, XV столетиям. К XIV веку относятся резные с бронзовыми бляхами ворота и резная деревянная доска с надписью, вставленная в стену близ михраба. По обе сторон михраба в стену вделаны мраморные доски с резными надписями, а в ближайшей к нему нише — с орнаментом. Декор самого михраба (сталактиты и росписи по стуку) выполнен позднее; к XVIII веку относится отчасти уцелевшая настенная живопись с изображением цветущих кустов.
Постройки небольшого масштаба, но оригинальных пространственных форм появляются и в других городах Хивинского ханства. Зодчий смело пренебрегает установленными канонами в Ханки, где план мечети-медресе как бы составлен из половинок двух разнородных зданий.
Столица Бухарского ханства в XVIII веке почти не прибавила к памятникам прошлых столетий значительных построек. Здесь в 1712 году против ворот ханской резиденции Арка на Регистане, главной городской площади, возведена в дополнение к мечети Калян вторая пятничная мечеть Боло-хауз.
В медресе Халифа Худайдод цепочку одноэтажных худжр разрывает в южном углу мечеть гузарного (квартального) типа — её квадратный купольный зал обнесён с трёх сторон айваном на деревянных колоннах, фасады украшены одноцветными панно резного стука.
В целом колориты города Кокандского ханства, Маргилана не монументальна и привлекает чисто народным колоритом. Мечети, строившиеся в Маргилане, состояли из закрытого зала и летнего айвана, соединённых в одну линию, причём айван, как правило, намного просторнее зала. Айван маргиланской мечети Ханака помечен 1790 годом (квадратный зимний зал её был перестроен в 1865 году).
В XIX веке столицу Кокандского ханства украшала джума-мечеть, построенная около 1800 года. Её протяжённый айван имеет около 100 деревянных колонн, поддерживающих богато расписанный деревянный потолок. Рядом с мечетью возвышается увенчанный фонарём минарет.
Высокий уровень народного декоративного искусства характерен для убранства многих гухарных (квартальных ) мечетей XIX века. Мечети почти всегда имели деревянные колонны, нередко со сложной, искусной резьбой; открытые айваны, выходящие на северную сторону, связывали интерьеры с окружающим пространством.
Хорошо сохранилась гузарная мечеть Сари-Мазар в Истаравшане (Таджикистан). Она имеет двусторонний айван с колоннами, несущими сталактитовые капители.
В сельской местности — в кишлаках открытые айванные мечети, выходящие нередко на оживлённые улицы и доступные для постоянного обозрения так же, как и в городах, были зачастую объектом любовной заботы местных художников. Расписные айваны зеравшанских мечетей в Урметане, Дардаре, Дархе, Верхнем Дальене были необходимым слагаемым эстетического облика селений.
- Джума-мечеть Хивы
- Мечеть Боло-хауз

### Эпоха Российской империи
Во второй половине XIX века Средняя Азия была присоединена к Российской империи. Несмотря на сокращение монументального строительства, народные мастера сохраняли высокие художественные традиции. Убедительный пример тому — многоколонный айван, украсивший бухарский ансамбль Боло-хауз, включающий купольную мечеть (1712 год) с минаретом, построенным Усто Ширином Мурадовым, и водоёмом. Оригинальный по пропорциям высоких стройных колонн декоративно-эффектный айван был закончен в 1917 году народным мастером К. Юлдашевым.
В конце XIX века сферой применения талантов местных зодчих и мастеров-отделочников в основном стала и архитектура квартальных мечетей. Это отразилось и на квартальных мечетей, отличавшихся богатством и своеобразием декоративной отделки.
Туркестанские мечети составляли половину мусульманских культовых учреждений Российской империи.